# Clockwork Angels
Albums de Rush
Time Machine 2011: Live in Cleveland
(2011)
Clockwork Angels est le vingtième et dernier album studio du groupe rock canadien Rush, paru en juin 2012.
Après quarante ans de carrière, c'est le premier concept-album officiel du groupe.

## Liste des chansons
| No  | Titre                | Durée |
| --- | -------------------- | ----- |
| 1.  | Caravan              | 5:40  |
| 2.  | BU2B                 | 5:10  |
| 3.  | Clockwork Angels     | 7:31  |
| 4.  | The Anarchist        | 6:52  |
| 5.  | Carnies              | 4:52  |
| 6.  | Halo Effect          | 3:14  |
| 7.  | Seven Cities of Gold | 6:32  |
| 8.  | The Wreckers         | 5:01  |
| 9.  | Headlong Flight      | 7:20  |
| 10. | BU2B2                | 1:28  |
| 11. | Wish Them Well       | 5:25  |
| 12. | The Garden           | 6:59  |

## Illustration de la pochette
La pochette du disque montre une horloge arborant des symboles alchimiques à la place des chiffres. L'heure affichée est 21h12, en référence à l'album 2112 et à sa suite éponyme. Les autres symboles apparaissant sur la pochette sont incorporés dans le nom du groupe et le titre de l'album. La pochette a été illustrée par l'artiste graphique Hugh Syme, collaborateur de longue date du groupe.

## Novélisation
Le 9 février 2012, l'auteur de science-fiction Kevin J. Anderson, un ami de longue date de Neil Peart, a annoncé qu'il commençait l'écriture d'une novélisation de Clockwork Angels. Il revéla également des informations sur le concept de l'album :

« Dans la quête d'un jeune homme à poursuivre ses rêves, il est pris entre les forces grandioses de l'ordre et du chaos. Il voyage à travers le monde riche et coloré du steampunk et de l'alchimie, avec des villes perdues, des pirates, des anarchistes, des carnavals exotiques, et un Grand Horloger rigide qui impose la précision sur tous les aspects de la vie quotidienne. »

## Personnel
- Geddy Lee - Chant, basse, synthétiseurs, Taurus Moog
- Alex Lifeson - Guitares électriques et acoustiques, Taurus Moog
- Neil Peart - Batterie, percussions

## Musiciens additionnels
- David Campbell : Arrangements et direction des cordes
- Jason Sniderman ; Piano sur The Garden